# Kip (Name)
Kip ist ein männlicher Vorname und ein Familienname.

## Namensträger

### Vorname
- Kip Brennan (* 1980), kanadischer Eishockeyspieler
- Kip Carpenter (* 1979), US-amerikanischer Eisschnellläufer
- Kip Hanrahan (* 1954), US-amerikanischer Musikproduzent und Perkussionist
- Kip Kinkel (* 1982), US-amerikanischer Amokschütze
- Kip Miller (* 1969), US-amerikanischer Eishockeyspieler
- Kip Niven (1945–2019), US-amerikanischer Schauspieler
- Kip Pardue (* 1975), US-amerikanischer Schauspieler
- Kip Thorne (* 1940), US-amerikanischer Physiker

### Familienname
- Anna Maria van Erp Taalman Kip (1935–2016), niederländische Gräzistin
- Arthur F. Kip (1910–1995), US-amerikanischer Physiker
- Ismaël Kip (* 1987), niederländischer Bahn- und Straßenradrennfahrer
- Kübra Kip (* 1987), türkische Schauspielerin
- Willem Frederik van Erp Taalman Kip (1824–1905), niederländischer Marineoffizier und Politiker

### Vorsilbe eines Familiennamens
Kip- ist die Vorsilbe eines Familiennamens, vor allem im ostafrikanischen Raum (Kenia), z. B. in den Namen Kiprono, Kipchumba, Kiprotich, Kipkemboi etc. Kip- bedeutet hier „Sohn von“, ähnlich wie das angehängte skandinavische -son oder -sen, etwa in Gustavsson, Svensson oder Carlssen, Magnussen; vgl. auch das Ibn / Ben im semitischen Sprachraum.